# Křivoklát

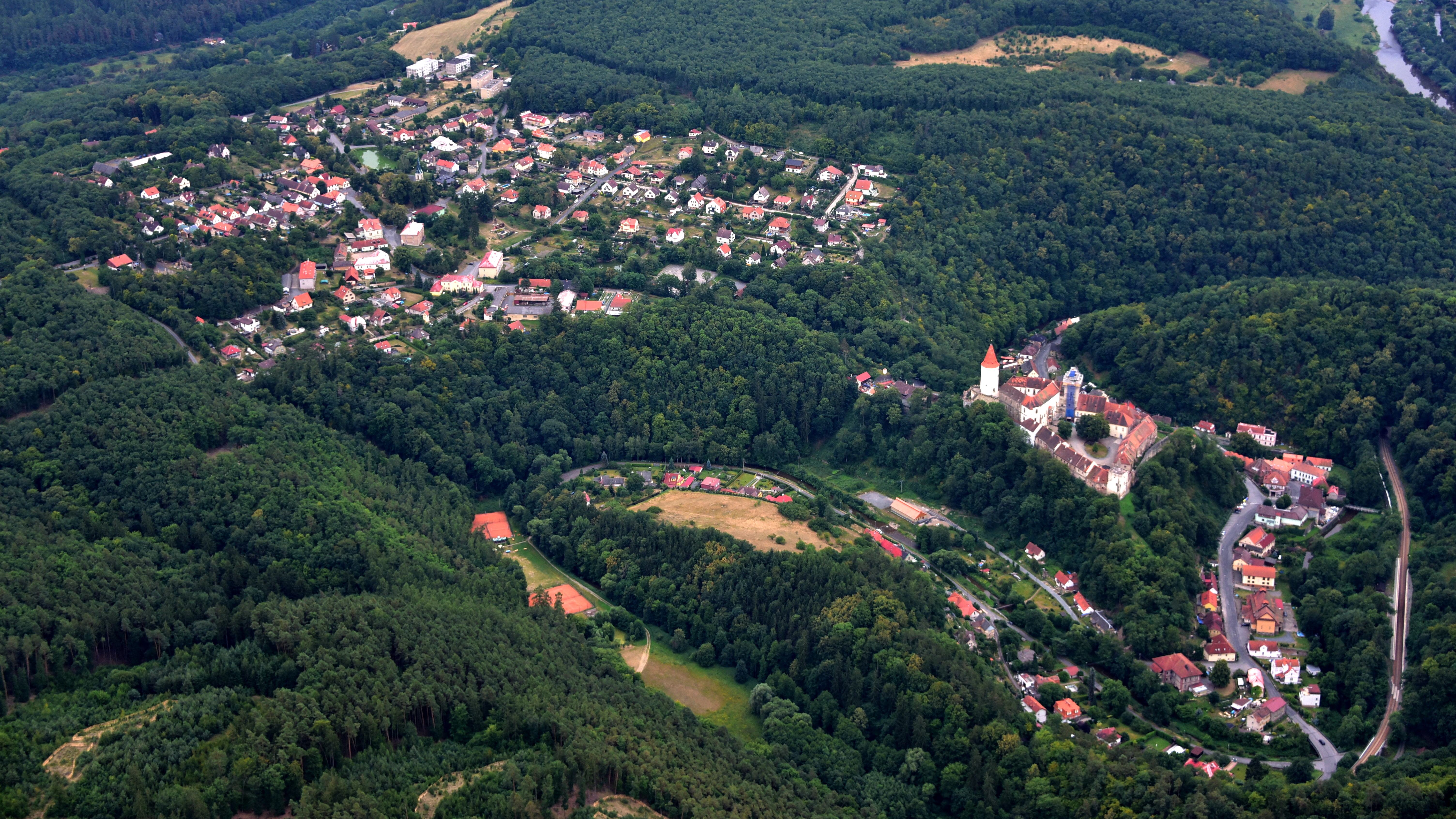
Křivoklát, Luftaufnahme (2018)

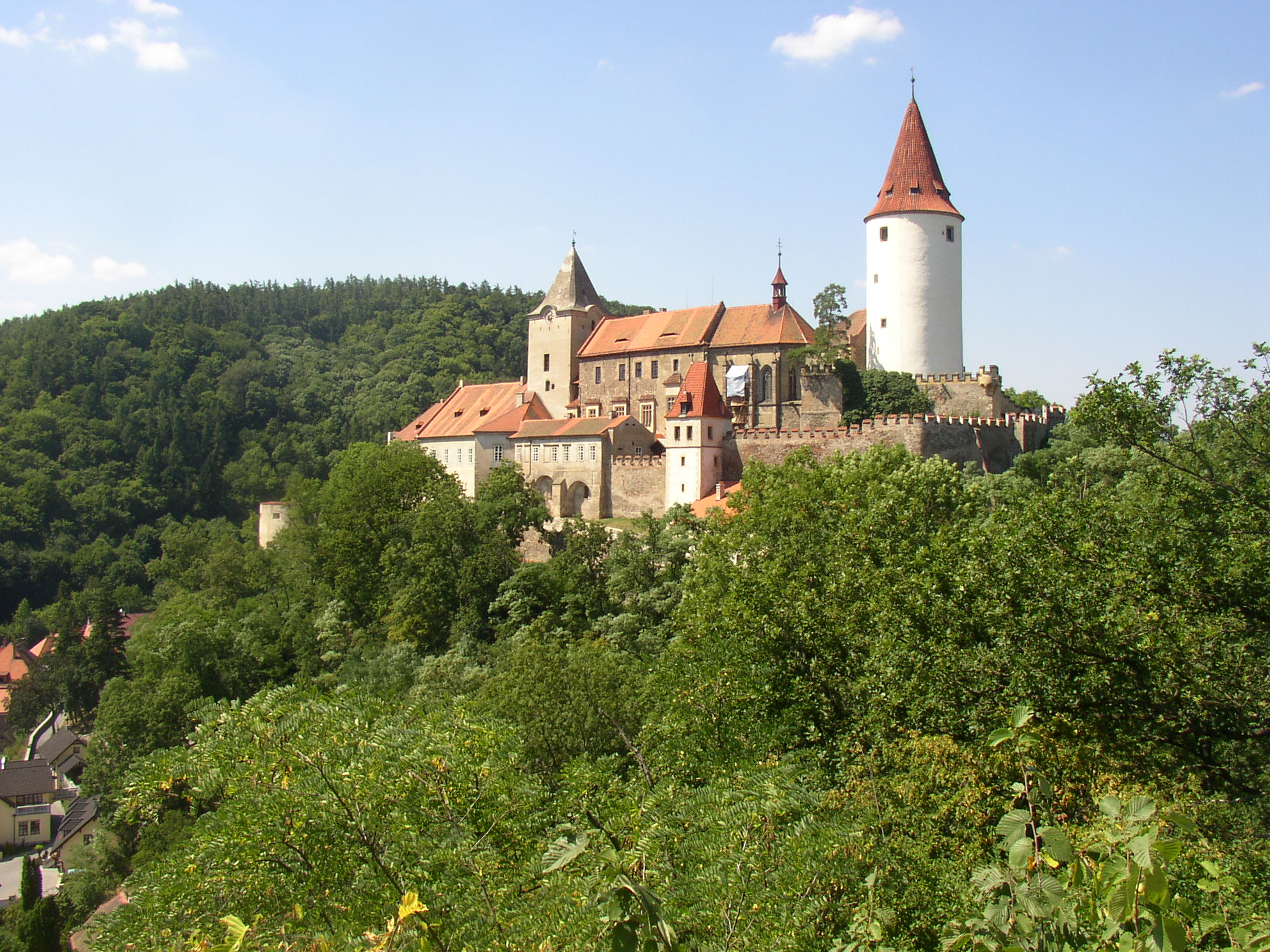
Burg Pürglitz (Hrad Křivoklát)

Der Flecken Křivoklát (deutsch Pürglitz, älter Burglitz) mit 680 Einwohnern liegt in der Region Mittelböhmen in Tschechien. Křivoklát liegt an der Mündung des Baches Rakovnický potok in die Berounka im Pürglitzer Wald, die Umgebung wurde von der UNESCO als biosphärische Landschaft Křivoklátsko in das Schutzprogramm aufgenommen.

## Geschichte
Die Geschichte des erstmals 1110 erwähnten Ortes ist eng verknüpft mit der Geschichte der Burg Křivoklát. Im 14. Jahrhundert begann die Ansiedlung von Frondienstleistenden und Handwerkern unterhalb der Burg. Diese Ortschaft wurde zu Beginn Budy genannt. Im 16. Jahrhundert folgte der Bau eines Hofes und einer Herrenmühle. Nach der Heirat des Karl Egon II. zu Fürstenberg mit Amalie von Baden 1818 legte er die einzelnen bis dorthin entstandenen Ortsteile zusammen und benannte sie in Amalienberg (Amalín) um. Am 1. Dezember 1886 beschloss die Bevölkerung die Umbenennung in Pürglitz (Křivoklát). Den Fürstenbergs gehörte das Städtchen bis 1929, als es dem tschechischen Staat verkauft wurde. Im Jahre 2006 wurde der Status als Minderstadt (tschechisch: Městys) erneuert. Das Modell Anetta Keys kam hier 1983 zur Welt.

## Sehenswürdigkeiten
- Burg Křivoklát
- Neugotische Kirche St. Peter (1880–1885), erbaut auf den Grundmauern der Kirche aus dem Jahr 1522.
- Geburtshaus des Geigers Ferdinand Laub.
- Denkmal für Karl Egon II. zu Fürstenberg (tschechisch Karel Egon II. z Fürstenberka), erbaut 1858 von Karl J. Svoboda, ebenfalls im neugotischen Stil, Höhe 14 m.
- Renaissance-Mühle, Geburtsort des Hofmalers Matěj Huťský
- Aussichtsturm Paraplíčko über der Berounka mit einem Ausblick über die bewaldeten Gebiete und den Ort Roztoky, in dem die ehemaligen fürstlichen Eisenwerke standen.
- Kapelle des Heiligen Eustach (1697)
- Denkmäler des Heiligen Johannes Nepomuk
- Kapelle der Jungfrau Maria

## Gemeindegliederung
Die Gemeinde Křivoklát besteht aus den Ortsteilen Častonice (Tschastonitz), Křivoklát und Písky. Grundsiedlungseinheiten sind Amalín (Amalienberg), Častonice, Křivoklát und Písky.

## Persönlichkeiten
- Hugo Sedláček (1895–1952), tschechoslowakischer Wasserballspieler